# Caso excesivo
El caso excesivo (abreviado exess) es un caso gramatical que denota una transición fuera de un estado. Es un caso raro que se encuentra en ciertos dialectos de las lenguas fino-bálticas. Completa la serie "hacia/en/desde un estado" que consta del caso translativo , el caso esivo y el caso excesivo.
El caso excesivo se ha descrito en estonio, estonio del sur, livonio, vótio, ingrio, lúdico, carelio y finés.

## Estonio
En el patrón general de pérdida de una vocal final en comparación con el finés, la terminación excesiva del estonio es -nt .
El uso excesivo de mayúsculas y minúsculas es improductivo en el estonio contemporáneo. Aparece en palabras como kodunt "lejos de casa" y tagant "por detrás", o mant del sur de Estonia "lejos de las proximidades de algo". El excesivo es más común en el idioma de las canciones populares estonias.

## Finés
El excesivo se encuentra sólo en el dialecto savo y los dialectos del sureste. Su terminación es -nta/ntä. Por ejemplo, tärähtäneentä terveeksi = "de loco a sano", o un cambio de estado de enfermedad mental a salud mental.
Hay algunas formas de palabras en los dialectos finlandeses en las que el excesivo aparece en sentido locativo. Estos son algo comunes, aunque no estándar, por ejemplo takaanta/takanta (desde atrás, takaa finlandés estándar), siintä (de eso/it o allí, siitä finlandés estándar).

## Publicaciónes
- Ariste, Paul. 1960. "Ekstsessiivist läänemere keeltes." In Emakeele Seltsi Aastaraamat, VI, pp. 145-161.
- Särkkä, Tauno (1969). Itämerensuomalaisten kielten eksessiivi [The exessive case of the Baltic-Finnic languages] (en finés). Helsinki: Suomalaisen Kirjallisuuden Seura.

## Otras lecturas
- Anhava, Jaakko (2015). «Criteria For Case Forms in Finnish and Hungarian Grammars». journal.fi. Helsinki: Finnish Scholarly Journals Online.